# Scalmicauda argenteomaculata
Scalmicauda argenteomaculata is een vlinder uit de familie tandvlinders (Notodontidae). De wetenschappelijke naam van deze soort is voor het eerst geldig gepubliceerd in 1892 door Aurivillius.
De soort komt voor in tropisch Afrika.